# Kloros (växter)
För sjukdomsdiagnosen hos människor, se kloros

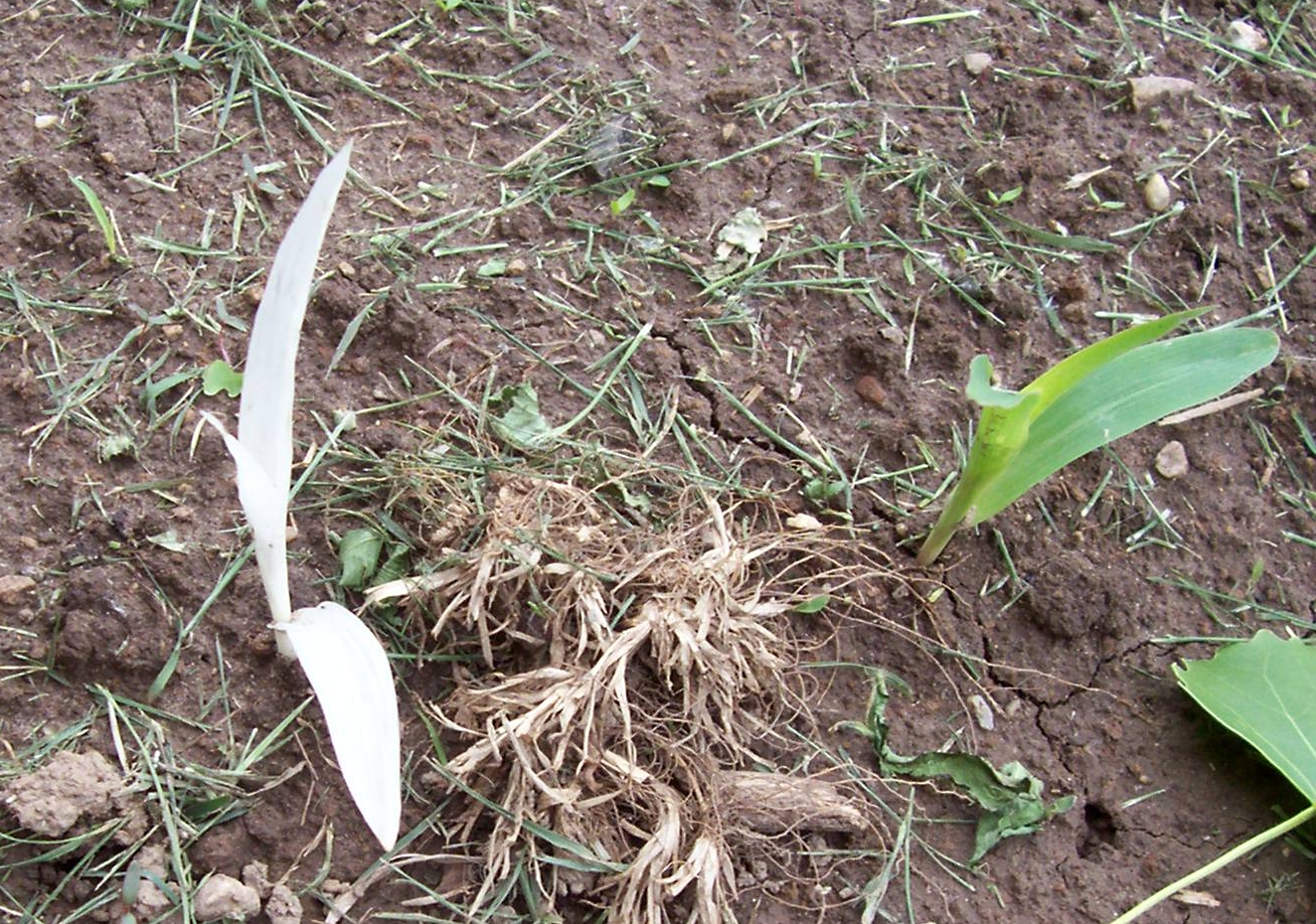
En helvit majsplanta med kloros bredvid en normal grönfärgad majsplanta.

Kloros (av grekiskans chloros, som betyder "blekgrön") är inom botaniken ett samlingsnamn på olika sjukdomstillstånd hos växter som kännetecknas av nedsatt eller utebliven förmåga att bilda klorofyll. Detta medför att bladen blir bleka eller till och med helt vita och växten får nedsatt livskraft. Kloros kan orsakas av för lite ljus eller av näringsbrist av exempelvis kväve eller järn (som då kallas järnkloros). Det kan även orsakas av för högt eller lågt pH-värde, exempelvis på grund av för höga halter av kalk i jorden (vilket kallas kalkkloros). Vissa växter kan ha ärftliga fel som gör dem helt, eller partiellt, oförmögna att bilda klorofyll. Det senare resulterar i vitbrokiga blad, så kallade panascherade blad.
Vid torka kan benägna växter och träd drabbas av kloros. Tillståndet föregrips av att bladen slokar eller krullar ihop. För att skydda sig mot torkan stänger växten klyvöppningen, varigenom fotosyntesen upphör. Klorofyllen kommer därför att förloras. Därför kan träd börja anta höstfärger redan på sommaren. Löven eller bladen fälls sedan de blivit klorotiska.
Vissa växtsjukdomar ger kloros, vilket i synnerhet gäller sjukdomar på björkar. Torka, som i sig kan yttra sig i kloros, minskar motståndskraften mot sådana sjukdomar. Surt regn kan leda till syrastress som kan visa sig som kloros.